# Titouan
Titouan est un prénom masculin d'origine française, une forme hypocoristique du prénom Antoine.

## Étymologie
Ce prénom est, en France, considéré comme une création récente dont le navigateur français Titouan Lamazou serait à l'origine de la popularité contemporaine. Il se prénomme Antoine et a passé une partie de son enfance à Tétouan au Maroc. Titouan est le mélange entre le diminutif Titou et Tétouan. Titouan est devenu son prénom officiel après sa victoire dans la deuxième étape du BOC Challenge en décembre 1986.
Cependant, le diminutif Titouan (ou Titoan) était très utilisé dans le Sud de la France en Occitan pour signifier : petit Antoine.
De la même façon, les québécois ou acadiens utilisent fréquemment le préfixe ti' (souvent suivi d'une apostrophe ou d'un tiret) comme diminutif affectif ou humoristique avant la version simplifiée d'un mot ou le diminutif d'un prénom. Le surnom Ti-Toine y est relativement commun. Exemples : le politicien acadien Ti-Toine Landry ou le surnom du 1er policier asiatique du Québec Ti-Toine Tremblay,.

## Variantes
Anthony, Antoine, Anton, Antonin, Antonine, Antonella, Antonello, Antonio, Antonino, Antun, Toine, Toinet, Tonio, Tony, Titoine (forme hypocoristique du diminutif Toine).

## Saint patron
Les Titouan sont fêtés le 13 juin en lien avec saint Antoine de Padoue, saint patron du Portugal, des marins, des naufragés et des prisonniers, des pauvres, des animaux, des opprimés, des femmes enceintes, des affamés, des cavaliers, des natifs américains (amérindiens). Il est le saint patron contre la stérilité et est traditionnellement invoqué pour retrouver des objets perdus ou des choses oubliées.

## Histoire
Il semble que les premières personnes ayant voulu appeler leur fils Titouan aient eu des difficultés à l'époque avec l'inscription à l'état civil ; souvent il a fallu obtenir l'avis du procureur de la République. Ce prénom a été donné pour la première fois en France en 1987.
On notera aussi Titouan Laporte, acteur de cinéma français né le 22 décembre 1998 et Titouan Perrin-Ganier, né le 28 juin 1991, qui est un coureur cycliste français spécialiste de VTT.
Titouan est également une chanson du chanteur Bénabar.

## Paronyme
Tithouan (avec un h) est le surnom donné à Antoine Féron, musicien et artisan français né en 1982.

## Occurrence
- 1988 : 8 naissances
- 1989 : 13 naissances
- 1990 : 58 naissances et 503e prénom le plus donné cette année-là
- 1991 : 107 naissances
- 1992 : 100 naissances
- 1993 : 128 naissances et 310e prénom
- 1994 : 168 naissances
- 1995 : 195 naissances et 238e prénom
- 1996 : 201 naissances
- 1997 : 261 naissances
- 1998 : 386 naissances et 162e prénom
- 1999 : 461 naissances
- 2000 : 634 naissances et 113e prénom
- 2001 : 773 naissances
- 2002 : 924 naissances
- 2003 : 1 179 naissances
- 2004 : 1 250 naissances
- 2005 : 1 303 naissances
- 2006 : 1 358 naissances
- 2007 : 1 377 naissances
- 2008 : 1 448 naissances
- 2009 : 1 420 naissances
- 2010 : 1 229 naissances
- 2011 : 1 094 naissances
- 2012 : 947 naissances
- 2013 : 841 naissances
- 2014 : 655 naissances
- 2015 : 598 naissances
- 2016 : 451 naissances

Ce prénom a été beaucoup plus donné sur la côte ouest française de la Bretagne à la Vendée. En 2006, il a été le 6e prénom le plus donné dans le Finistère et le 9e dans le Morbihan.